# ريتشارد أوين (ملحن)
ريتشارد أوين (بالإنجليزية: Richard Owen)‏ هو محامي وملحن وقاضي أمريكي، ولد في 11 ديسمبر 1922 في نيويورك في الولايات المتحدة، وتوفي في 20 نوفمبر 2015 في نيويورك في الولايات المتحدة.